# Humboldt Forum

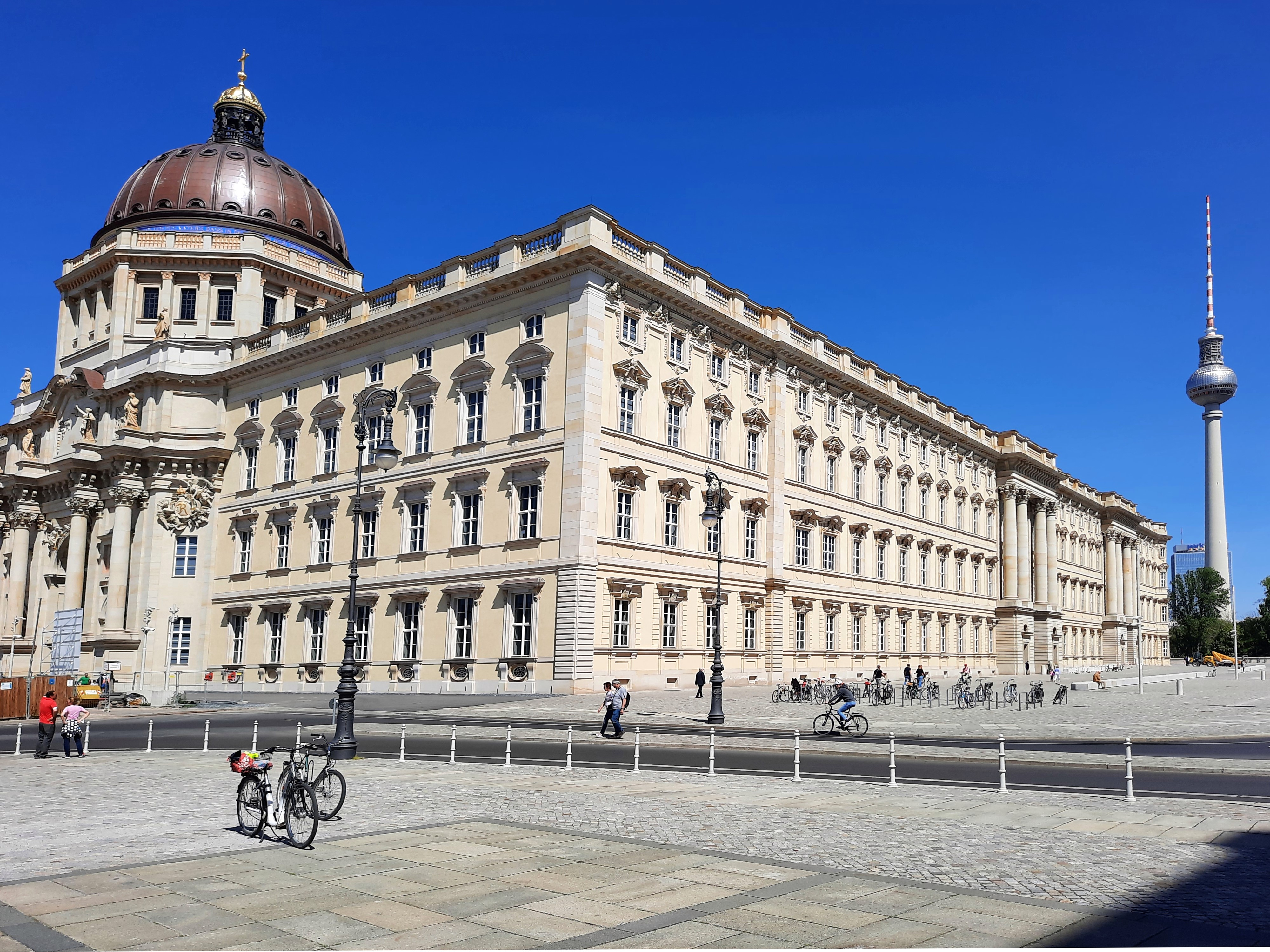
Humboldt Forums västra och södra fasader.

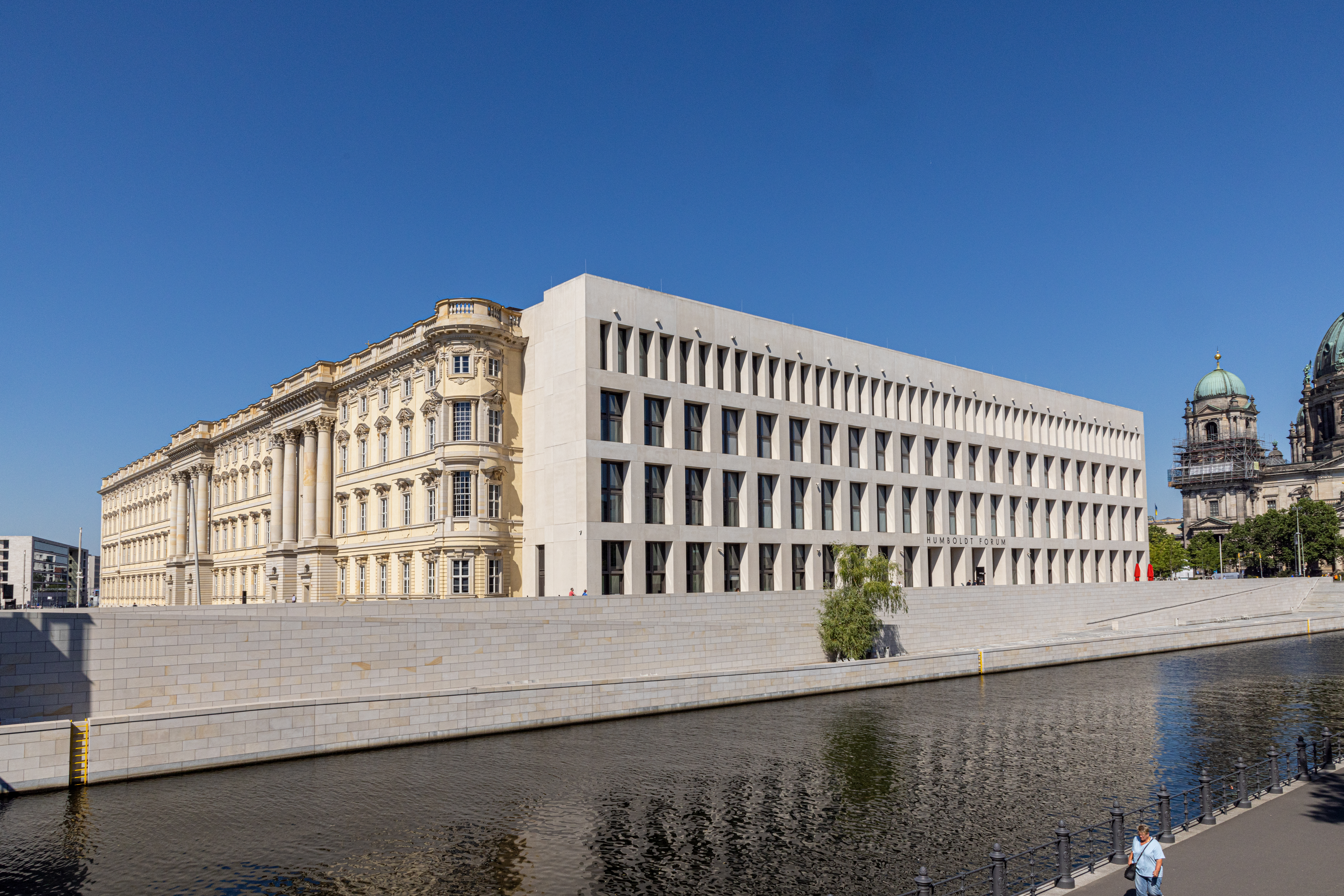
Humboldt Forums östra och södra fasader.

Humboldt Forum är ett hus för både museer, tillfälliga utställningar, restauranger, caféer och olika evenemang. Det ligger sedan 2020 på Spreeinsel, i anslutning till Museumsinsel i Berlin-Mitte. På platsen låg tidigare Berlins slott (1442–1950) och Palast der Republik (1976–2006). Byggnaden har längs tre sidor en fasad som liknar det tidigare slottets, om än inte helt trogen originalet, och inrymmer bland annat Ethnologisches Museum och Museum für Asiatische Kunst. Det invigdes den 15 december 2020, på grund av coronapandemin med en digital ceremoni.
För projektet bildades Stiftung Humboldt Forum im Berliner Schloss som ansvarat för byggandet och står som ägare. Museichef är sedan 2018 Hartmut Dorgerloh, som tog över efter en tremannakommitté under ledning av Neil MacGregor och med arkeologen Hermann Parzinger och konsthistorikern Horst Bredekamp.
Humboldt Forum öppnade i juli 2021.

## Museernas historik
Ethnologisches Museum och Museum für Asiatische Kunst har båda rötter i de tidigare preussiska konstsamlingar som etablerades av Joakim II av Brandenburg vid mitten av 1500-talet, men som var nära att förstöras under  trettioåriga kriget 1618–1648. Samlingarna återuppbyggdes som en storslagen samling av Fredrik Vilhelm I av Brandenburg och flyttades till det nyligen uppförda Stadtschloss av Fredrik I av Preussen under tidigt 1700-tal. Ethnologisches Museum öppnade 1886, medan Museum für Asiatische Kunst har sitt ursprung som den indiska avdelningen av Ethnologisches Museum 1904. Berlins kungliga museers generaldirektör Wilhelm von Bode grundade Museum für Ostadiatische Kunst som en självständig samling 1906. År 2006 slogs Museum für Indische Kunst och Museum für Ostasiatische Kunst samman till Museum für Asiatische Kunst. Från 2020 ingår både Ethnologisches Museum och Museum für Asiatische Kunst i Humboldt Forum.

## Bildgalleri

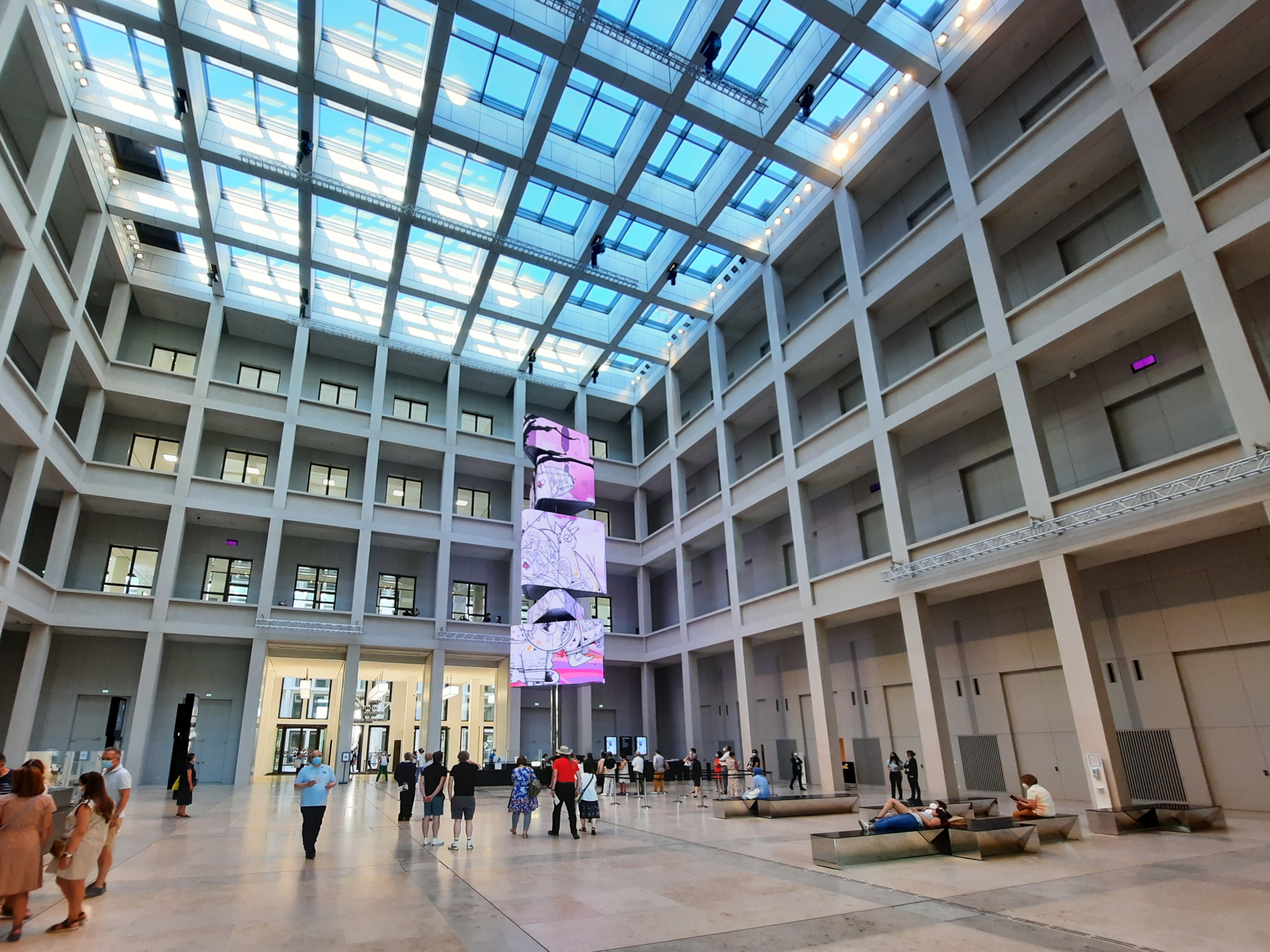
Entréhall
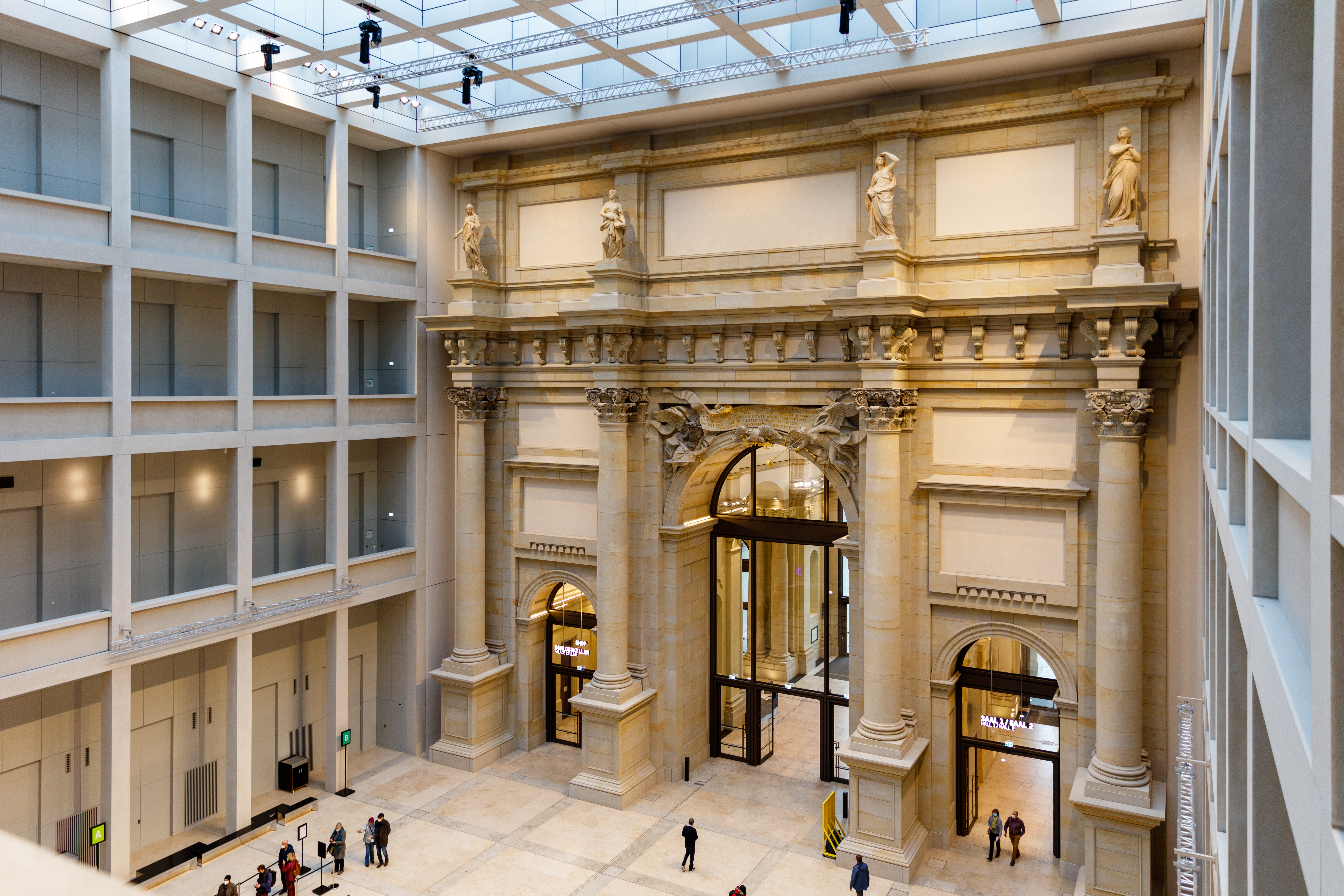
Entréplan
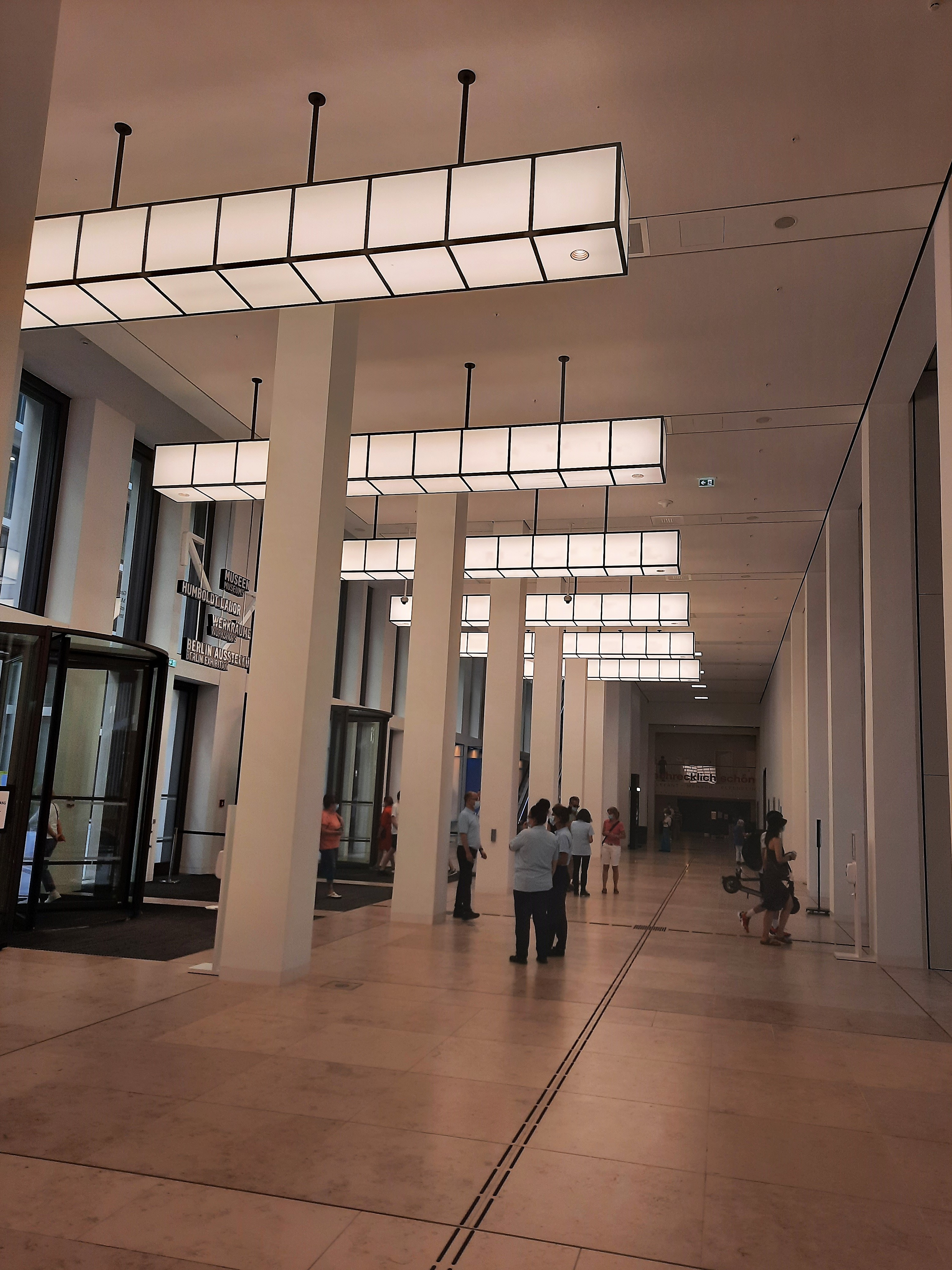
Hall, entréplan
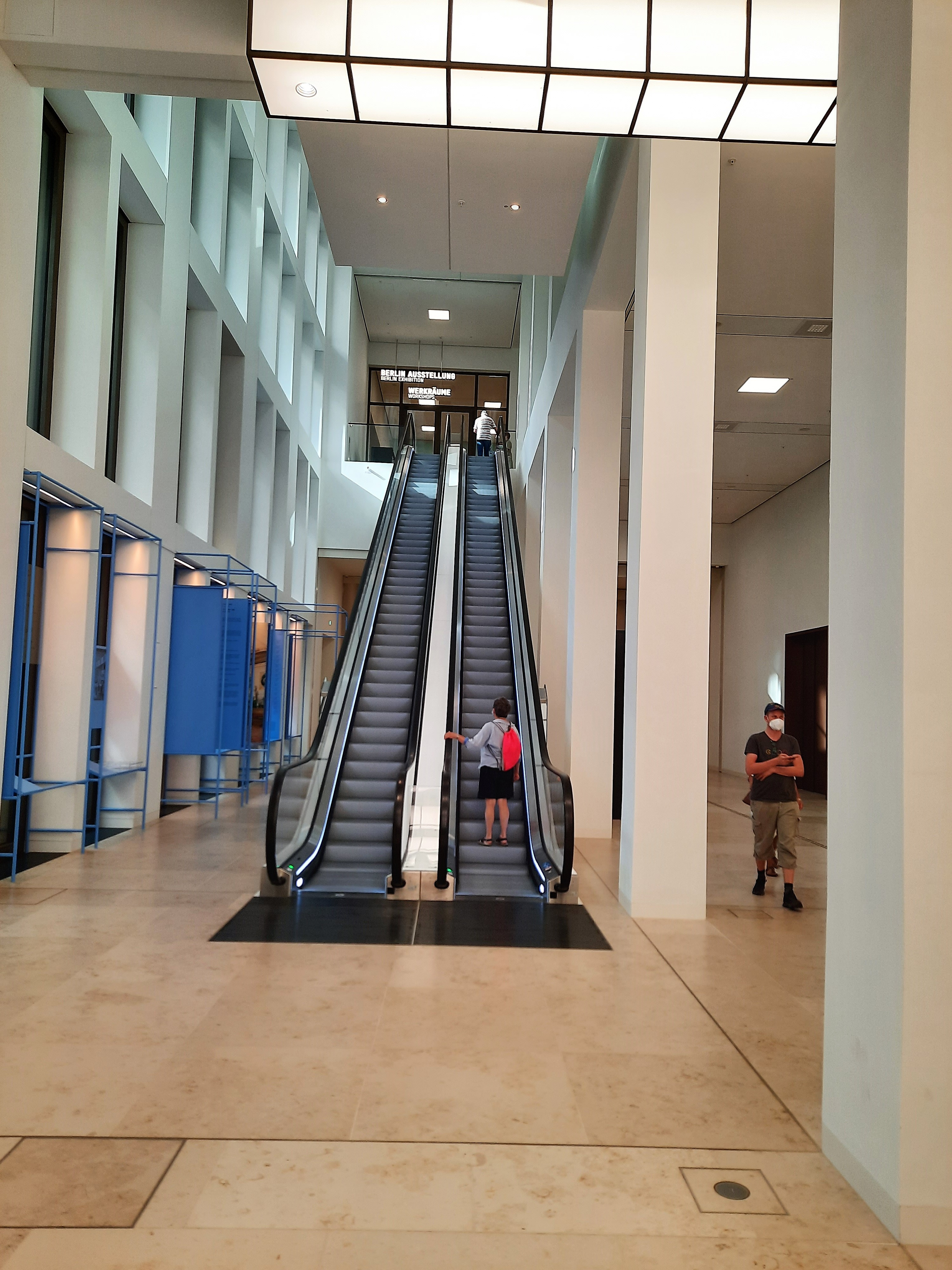
Rulltrappa till plan 1
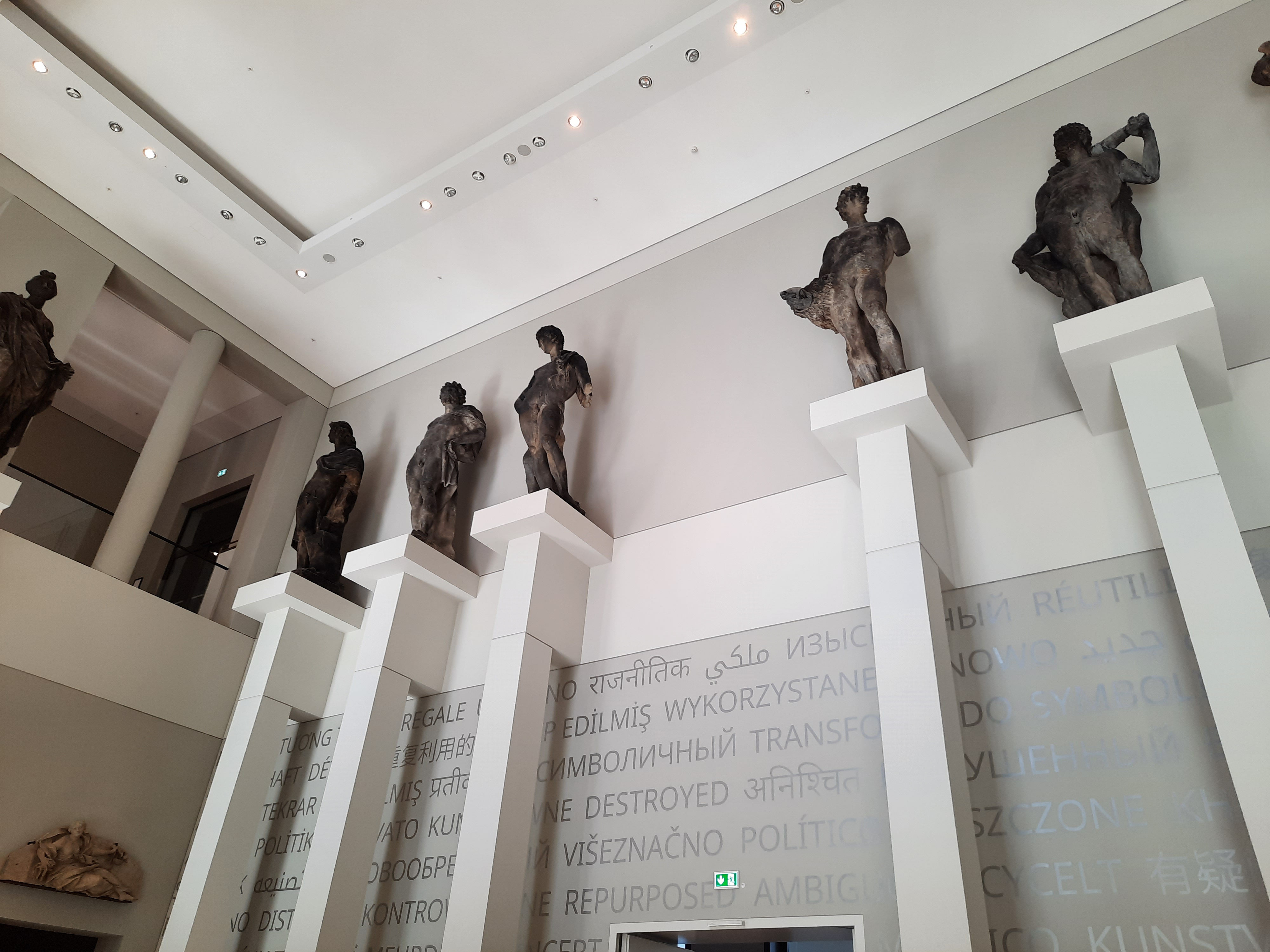
Skulptursal
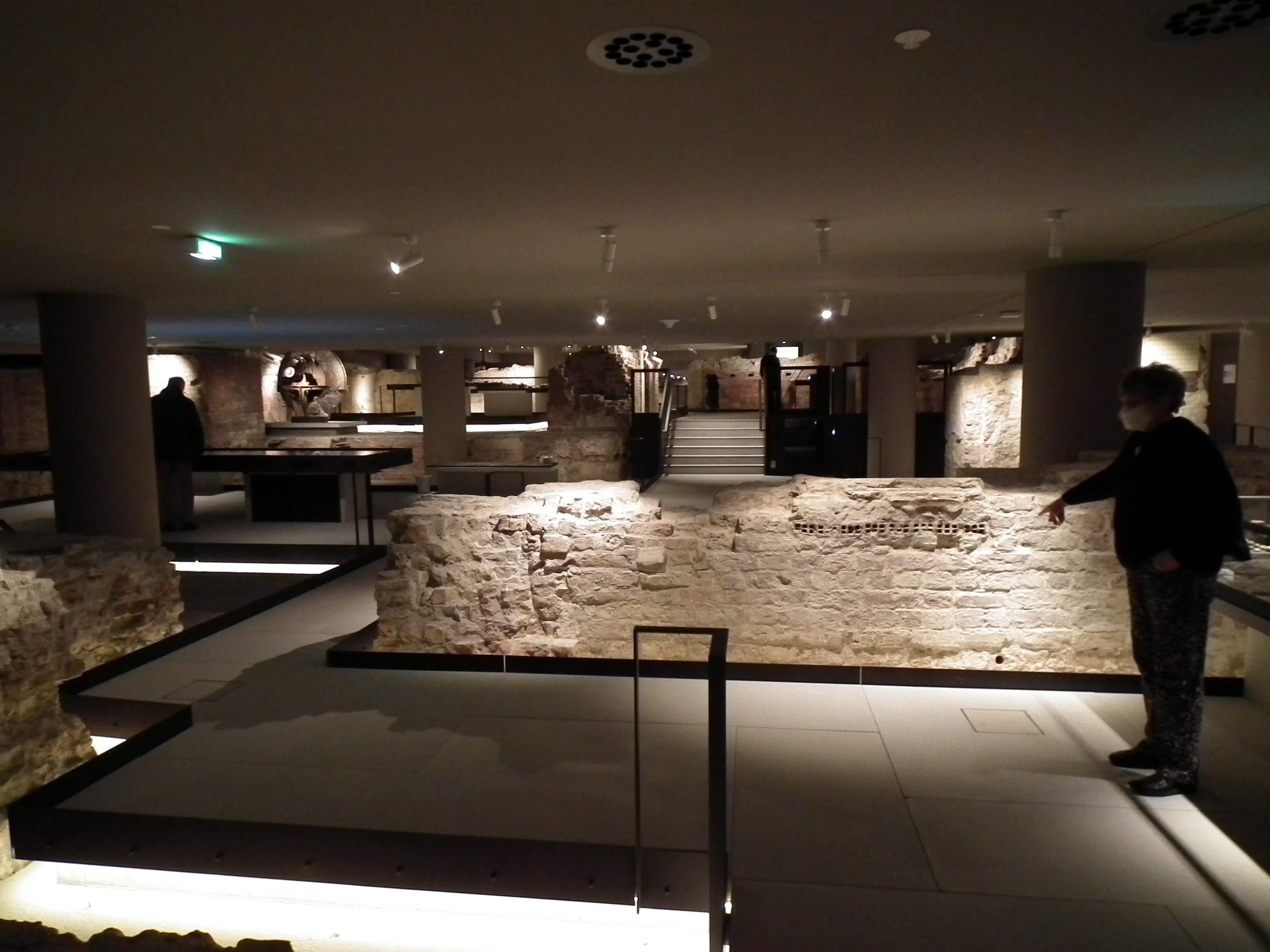
Nedre plan, rester från gamla slottet
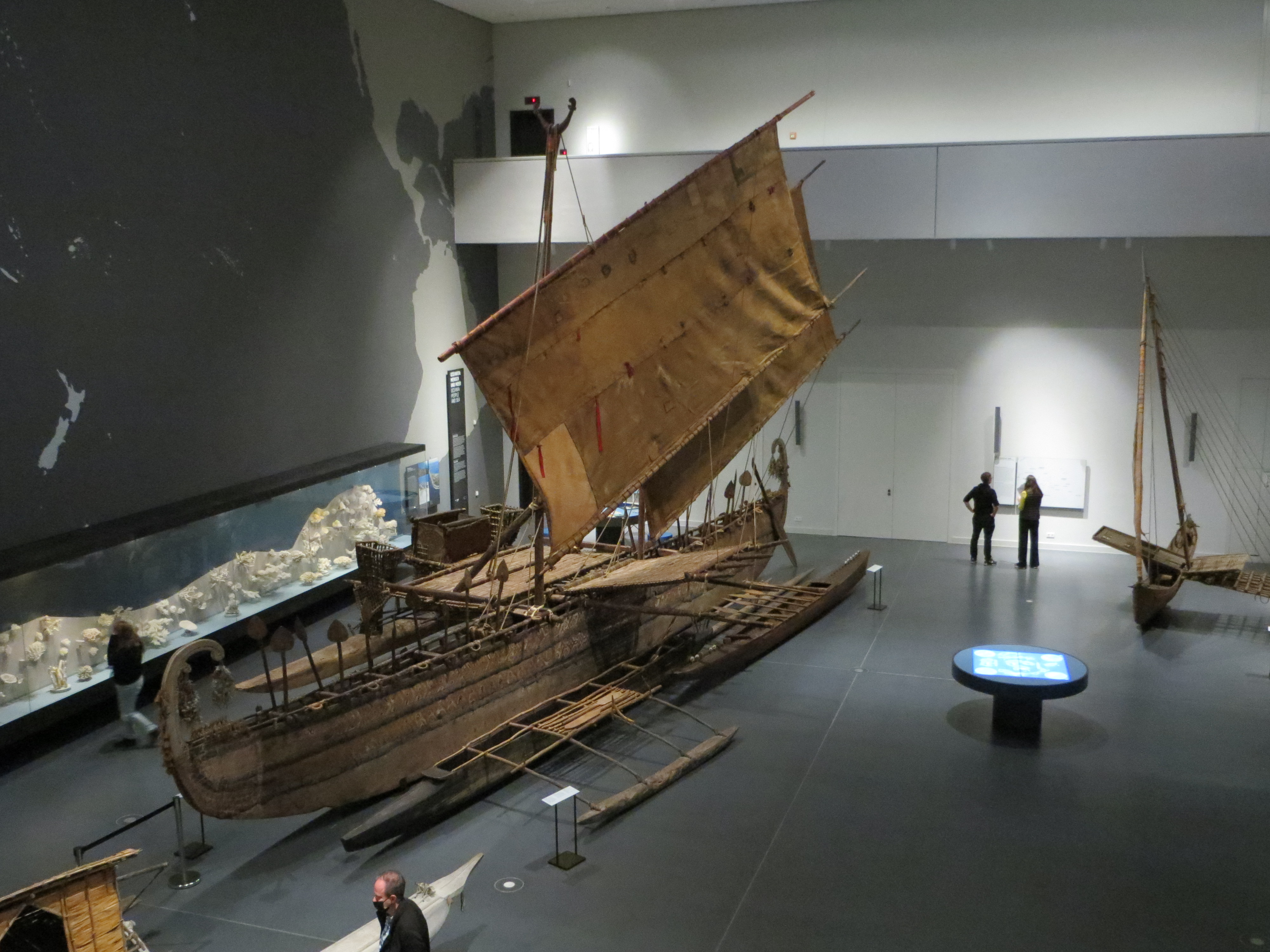
Ett fartyg från ön Luf i Bismarckarkipelagen från omkring 1890, vilket hör till det etnologiska museet.
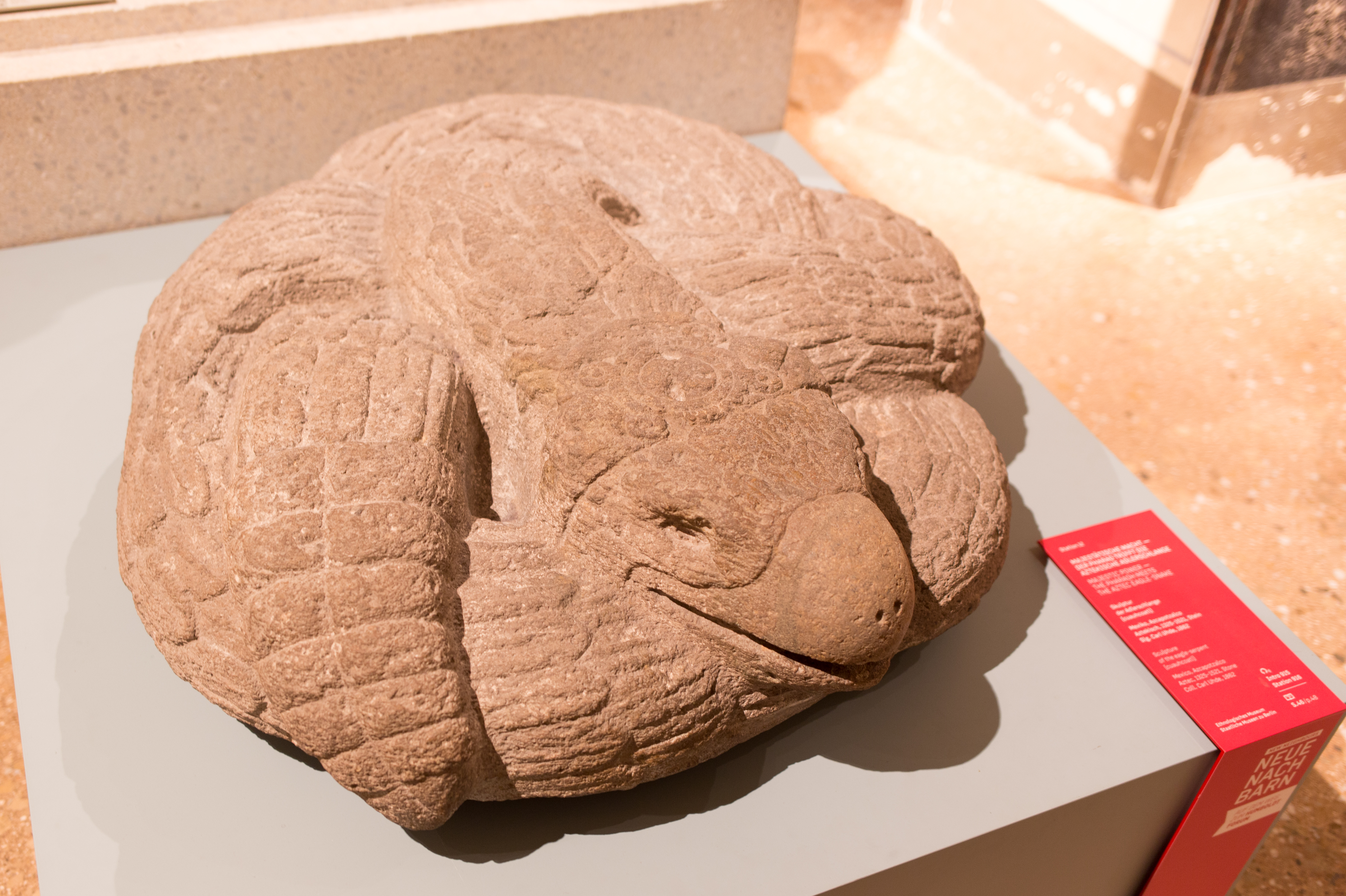
En aztekisk cuauhcoatl, en blandning av en orm och en örn
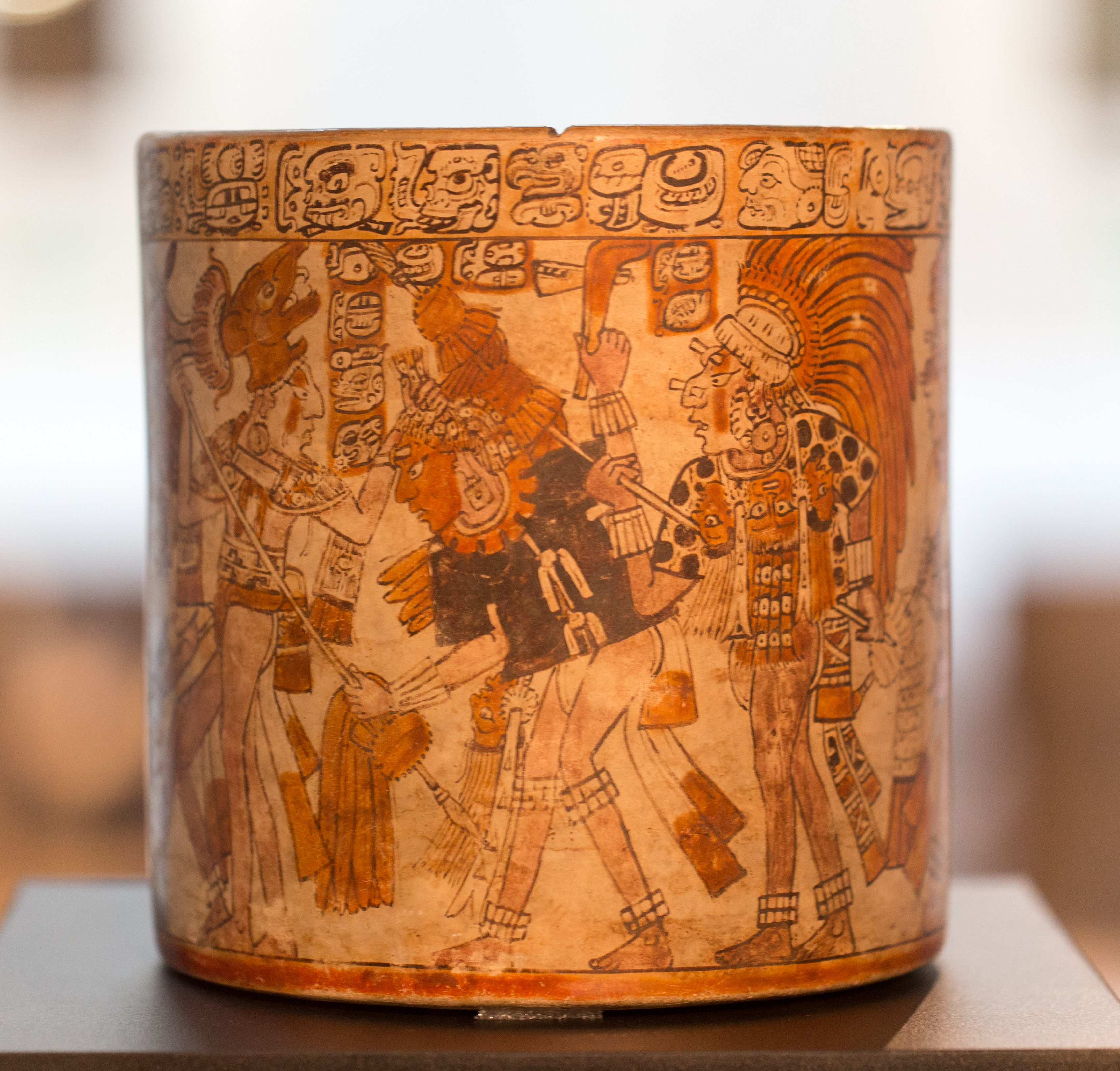
Chokladkopp från mayakulturen
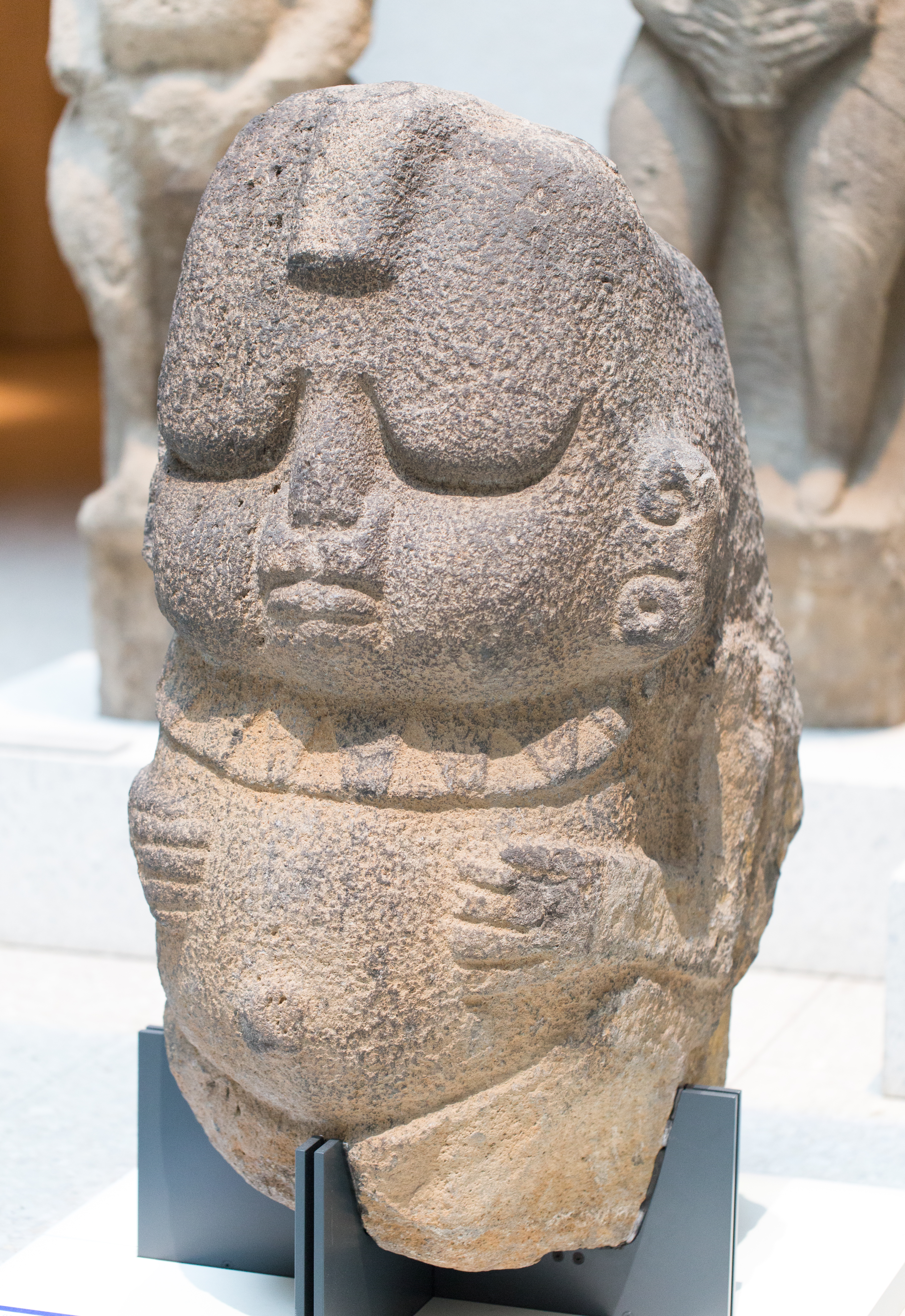
The Barrigon a Potbelly sculpture
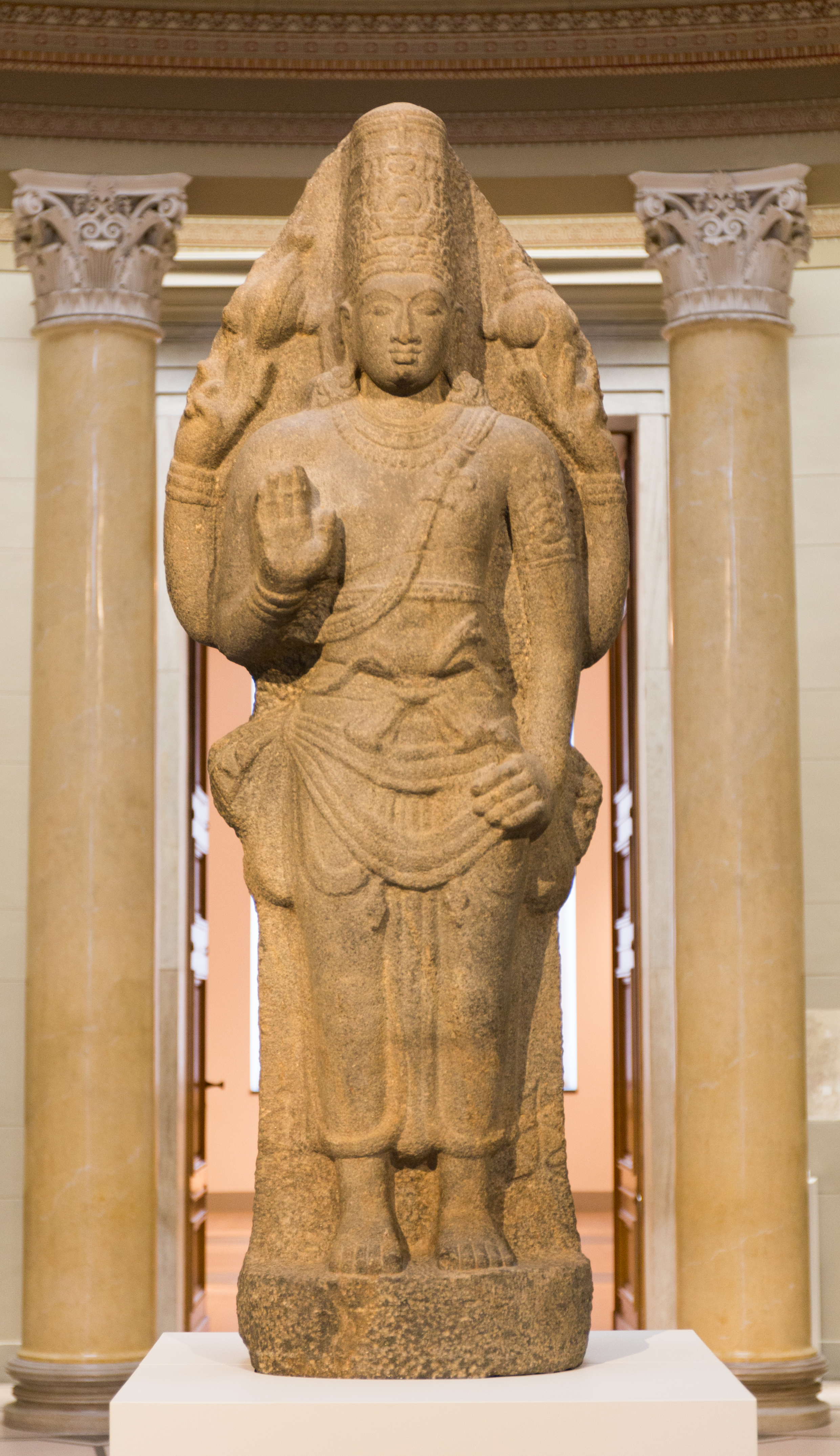
Vishnu
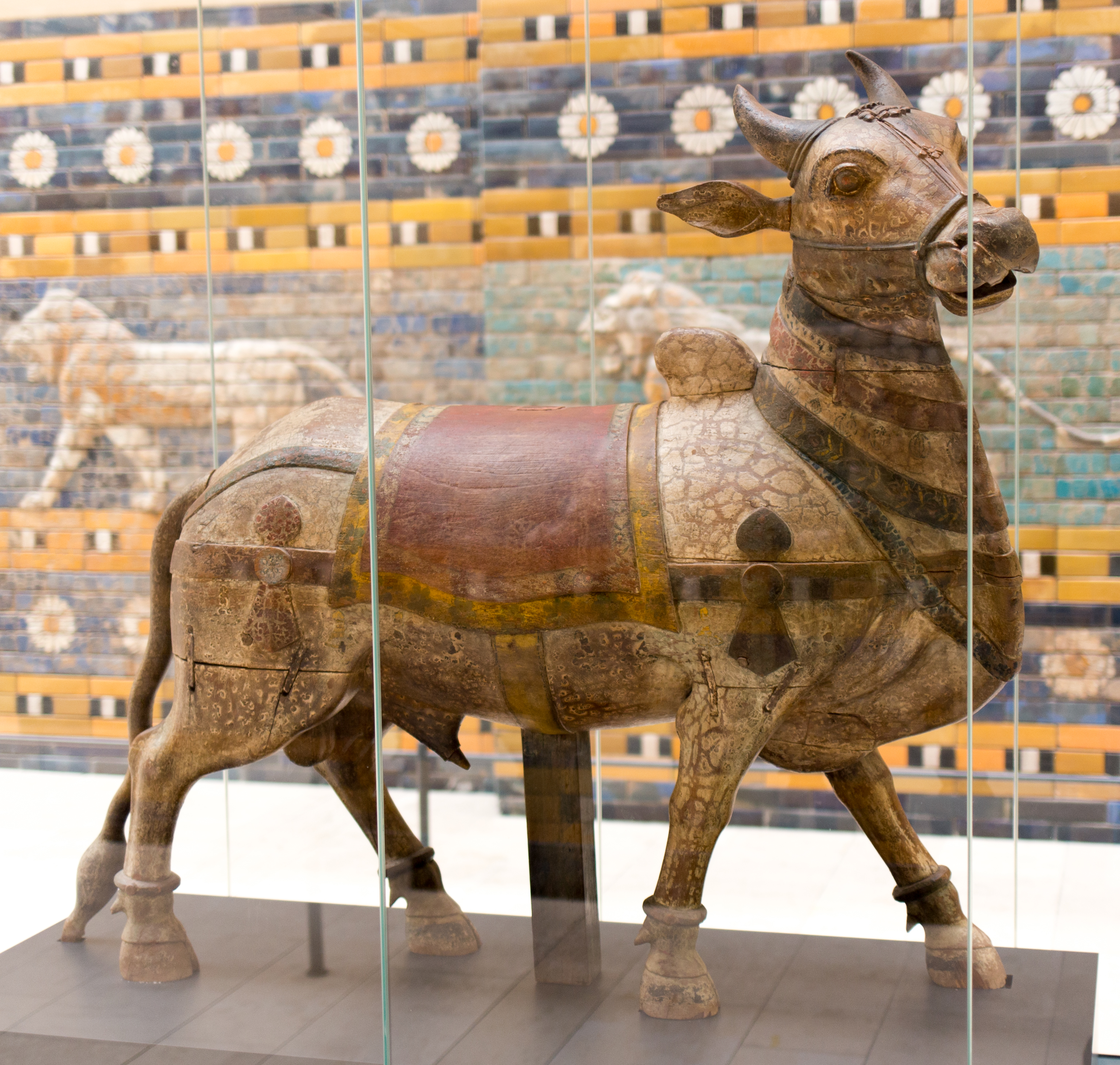
Nandi, hinduisk processionstjur.